# 松元ドカン
松元 ドカン（まつもと ドカン、男性、1967年7月25日 - ）は、日本のダンサー。おやじダンサーズ、ドカンとカワィータケの一員である。血液型はB型である。身長175cm、体重120kg位、バスト119cm、ウェスト118cm、ヒップ119cmである。アシカショーの司会や東京アナウンス学院の演劇講師など、幅広く活動している。埼玉県立川越南高等学校卒業。
獅子座のB型。

## 出演歴

### テレビ
ドラマ
- きらきら研修医6話
- 東京ラブ・シネマ
- 東京庭付き一戸建て

バラエティ
- 元祖!でぶや
- THE夜もヒッパレ

### CM
- 日立電子レンジ － ダイエットメニュー（パパイヤ鈴木と共演）

### 映画
- パパイヤ鈴木の「DANCE MASTER～踊る!ムーランルージュ笑店街～」

### 舞台
- STEPPIN'OUT LIVE#1

### スチル
- ケツメイシ － 君にBUMP（ジャケット写真）